# Orogeneza katangijska
Orogeneza katangijska – ruchy górotwórcze z triasu.
Miały one miejsce w Afryce centralnej, w dorzeczu Kongo.
Nazwa orogenezy pochodzi od prowincji Demokratycznej Republiki Konga – Katangi.
Jej efekty zaznaczyły się w Afryce centralnej, w dorzeczu Kongo.